# 石川望足
石川 望足（いしかわ の もちたり、生没年不詳）は、奈良時代の貴族。姓は朝臣。官位は従五位下・信濃守。

## 経歴
官人歴名によると、天平宝字2年（758年）ごろに大蔵少丞であったことが知られている。
称徳朝の天平神護元年（765年）称徳天皇は河内国・和泉国への行幸に際して、両国の調および河内国の大県郡・若江郡・和泉国の3郡の田租を免除するという詔を出し、さらに行宮近辺の70歳以上の高齢者に物を与え、（十悪と盗人以外の）死罪以下を犯した者をすべて赦免した。そして、郡司や伴奉の人々は地位に応じて爵および物を与えられ、河内守であった石上息継は正五位上へ、河内介であった望足は従五位下にそれぞれ一階昇叙された。神護景雲3年（769年）右京亮として京官に復す。
光仁朝の宝亀2年（771年）息長道足の後任として大監物に任ぜられる。宝亀5年（774年）多治比豊浜の後任の信濃守として再び地方官に転じ、宝亀9年（778年）大原浄貞と交替して信濃守を辞した。

## 官歴
注記のないものは『続日本紀』による。
- 天平宝字2年（758年）頃：大蔵少丞（『官人歴名』より）
- 時期不詳：正六位上。河内介
- 天平神護元年（765年） 閏10月3日：従五位下
- 神護景雲3年（769年） 3月10日：右京亮
- 宝亀2年（771年） 9月13日：大監物
- 宝亀5年（774年） 3月5日：信濃守